# ГЕС Саламонде
ГЕС Саламонде (порт. Barragem de Salamonde) — гідроелектростанція на півночі Португалії. Знаходячись між ГЕС Парадела та ГЕС Канісада, входить до складу каскаду на річці Каваду, яка тече в Атлантичний океан із гірської системи Peneda-Gerês.
Під час будівництва станції річку перекрили бетонною арковою греблею висотою 75 метрів та довжиною 284 метри, на спорудження якої пішло 93 тис. м3 матеріалу. Вона утримує водосховище із площею поверхні 2,4 км2 та об'ємом 65 млн м3 (корисний об'єм 56 млн м3).
Машинний зал станції, введеної в експлуатацію у 1953 році, спорудили в підземному виконанні неподалік від греблі. У ньому розмістили дві турбіни типу Френсіс потужністю по 21,8 МВт, які при напорі від 78 до 125 метрів забезпечували виробництво 231 млн кВт·год електроенергії на рік.
У 2010-х роках, в умовах розвитку відновлюваної електроенергетики та зростання попиту на балансуючі потужності, розпочали зведення другої черги станції. Цей проєкт, завершений у 2015 році, включав спорудження неподалік від греблі підземного машинного залу розмірами 66х26,5 метра та висотою 56 метрів, розташованого на глибині 150 метрів. Його обладнали однією турбіною потужністю 224 МВт, яка має виробляти 386 млн кВт·год електроенергії на рік. Відпрацьована вода відводиться у річку через тунель довжиною 2,3 км. Загальні інвестиції в другу чергу перевищили 200 млн євро.
Зв'язок з енергосистемою здійснюється по ЛЕП, що працює під напругою 160 кВ.
Станція не потребує постійної присутності персоналу та керується дистанційно.
Варто також відзначити, що водосховище станції Саламонде використали як нижній резервуар ГАЕС Венда Нова II та ГАЕС Венда-Нова III.